# Webera didymodontia
Webera didymodontia là một loài rêu trong họ Bryaceae. Loài này được Mitt. Broth. mô tả khoa học đầu tiên năm 1924.